# Holiday (песня Green Day)
 «Holiday» (рус. Праздник) — песня американской панк-рок-группы Green Day и по совместительству третий сингл альбома American Idiot. Песня стала одной из самых популярных песен Green Day.

## Содержание
В этой песне солист группы Билли Джо Армстронг выражает протест политике Джорджа Буша-мл., а именно против ввода войск в Ирак. В песне даже звучала строчка, которая с английского переводится как: «И признайте, сегодня мы проиграли войну».

## Музыкальное видео
В видео к песне Green Day едут на «Mercury» по дороге в пустыне. Затем они приезжают в город, заходят в бар и вместе с остальными посетителями начинают устраивать дебош. Ближе к концу видео в бар приезжает полиция и повязывает всех дебоширов, кроме Green Day, которые успели уехать.
Утром они просыпаются в пустыне в окружении проституток. Из рации, которая лежала неподалеку от машины, доносится фраза из песни: «The representative from California has the floor». И тут Билли Джо начинает переговоры с властями в грубой форме. После они все вместе снова едут по пустыне.
Видео заканчивается началом видео «Boulevard of Broken Dreams». Все трое заснули в «Кадиллаке», и в итоге остановились у какой-то заброшенной хижины.

## Участники записи
- Билли Джо Армстронг — вокал, гитара
- Майк Дёрнт — бас-гитара, бэк-вокал
- Тре Кул — барабаны